# 이촌향도
이촌향도(離村向都)는 산업화로 인해 농촌의 인구가 도시로 이동하는 현상이다

## 나라별 이촌향도 현상

### 인도
2006년 뉴델리에서는 이촌향도로 유입된 인구가 233,000명으로 출생으로 인한 증가한 인구보다 많았다.

### 대한민국
대한민국은 1960년대 이후 공업화와 도시화가 급속히 진행되면서 서울을 중심으로 한 수도권과 부산, 대구, 광주, 대전 등 대도시 및 울산, 포항등 공업도시로 인구가 집중되는 이촌 향도 현상이 나타났다.

## 같이 보기
- 도시화
- 역도시화
- 교외화